# سیارک ۲۱۷۴۵
سیارک ۲۱۷۴۵ (به انگلیسی: 21745 Shadfan، نامگذاری:1999RX168) بیست و یک هزار و هفتصد و چهل و پنجمین سیارک کشف شده‌است که در ۹ سپتامبر ۱۹۹۹ کشف شد.
قدر مطلق سیارک برابر ۱۷.۸ است.